# Anexotamos
Anexotamos é um gênero de traça pertencente à família Arctiidae.